# Luis Guenel
Luis Guenel (Punta Arenas, 1984) is een Chileense theaterregisseur.

## Biografie
Guenel studeerde aan de theaterschool van de Universidad Mayor, waar hij afstudeerde in 2006, gevolgd door het masterprogramma cultural management van de Universiteit van Chili. In 2005 stichtte hij, samen met Sally Campusano, Francisco Medina en Catalina Devia theatergroep Teatro Niño Proletario. Die naam haalden ze bij een verhaal van Argentijnse schrijver Olvaldo Lamborghini, over de strijd van een jongetje dat in armoede geboren werd. De theatergroep houdt zich bezig met vergelijkbare thema's, zoals sociale wantoestanden en de manier waarop predestinatie de identiteit bepaalt van minderbedeelden. Met deze compagine creëerde Guenel voorstellingen die vertoond werden in Chili, Zuid-Amerika en Europa. In 2006 volgde hij een extra cursus theaterregie aan het Theater Studies Center La Memoria in Santiago.
Tussen 2007 en 2013 cureerde Guenel het performance festival Cielos del Infinito, in het Chileense deel van Patagonië. Om dit festival te promoten nam hij deel aan verschillende internationale festivals, zoals Fiac Bahía in Salvador de Bahía, Cena Contemporánea in Brazilië en de First Fair of the Performing Arts in Cordoba. In 2014 was hij artist in residence op drie plaatsen in Europa: in het Parijse Theatre du Soleil, samen met Franse regisseuse Ariane Mnouchkine, in het Cité Internationale des Arts in Parijs en op het Kunstenfestivaldesarts in Brussel. Aan het Teatro Maria Matos in Lissabon maakte hij in 2017 een voorstelling met de studenten van de Scola Superior de Arte e Cinema.
De voorstellingen van Teatro Niño Proletario werden vertoond op de Chileense festivals FITAM Santiago a Mil, Festival Internacional de Teatro Zicosur de Antofagasta, Festival de Invierno de Calama. De voorstellingen El Olibo en El Otro werden vertoond in Spanje, Italië, Brazilië, Bolivia en Colombia. Curator Frie Leysen programmeerde El Otro in Nederland en België, in het kader van de internationale theaterserie Get Lost. Deze voorstelling stelt de vraag of de liefde kan overleven tussen de muren van een psychiatrische inrichting. Ze is gebaseerd op bezoeken van het theatergezelschap aan inrichtingen en op het boek El infarto del Alma van Paz Errázuriz en Diamela Eltit, met foto's van verliefde stellen in een gemengd gesticht. De voorstelling maakte gebruik van een geluidsband met de stemmen van patiënten, die vertellen over hun onbereikbare dromen, naast geschreeuw en lawaai. Zeven acteurs brengen de "waanzin" in beeld. Ze klappen dwangmatig in hun handen, rollen over de grond, schreeuwen en tonen blije, trieste en dreigende emoties. Het stuk wilde duidelijk maken dat outsiders en "gewone" mensen veel gemeen hebben.
Het Chileense ministerie voor cultuur benoemde Guenel in 2019 tot voorzitter van het Touring Theater Program, waarmee hij vier van zijn voorstellingen vertoonde in 40 gemeenschappen doorheen het land.
In 2021 werd Guenel de eerste ontvanger van de Beurs Frie Leysen, een beurs voor opkomende artiesten, die door deSingel en het KunstenfestivaldesArts in het leven werd geroepen als eerbetoon aan hun voormalige directeur Frie Leysen. In de perstekst stond: "Zoals velen zich herinneren omschreef Frie zichzelf als een koppelteken: tussen kunstenaars die de urgentie hebben om hun visie met een publiek te delen; een koppelteken tussen artistieke en geografische contexten." Nadat Leysen in contact was gekomen met Guenel waren de twee een intense dialoog blijven onderhouden tot aan haar overlijden. Guenel ontving 10.000 euro.

## Onderscheidingen
- In 2009 en 2010 ontving Guenel prijzen voor zijn werk ter promotie van kunst en cultuur in Magallanes y la Antártica Chilena, de zuidelijkste regio van Chili, van het National Youth Institute en de Young National Leader award.[10]
- Het Chileense ministerie voor cultuur benoemde hem in 2019 tot voorzitter van het Touring Theater Program.

## Voorstellingen
- Hambre (2006)
- Temporal (2008)
- El Olivo (2009)
- El Otro (2012)[11]